# M3 Grease Gun
Lo U.S. Submachine Gun, Caliber .45, M3 (nota anche come M3 Grease Gun ovvero ingrassatore per la somiglianza all'attrezzo) fu un mitra calibro .45 ACP/9 × 19 mm Parabellum adottato dallo United States Army il 12 dicembre 1942.
Intesa come rimpiazzo per il mitra Thompson M1A1, la M3 e la sua evoluzione M3A1 cominciarono la sostituzione negli ultimi mesi del 1944 ma la scarsa produzione e i vari ritardi nell'applicare i cambiamenti richiesti fecero sì che l'arma venisse scarsamente impiegata durante la seconda guerra mondiale, trovando impiego invece nella guerra di Corea e nella guerra del Vietnam.

## Storia

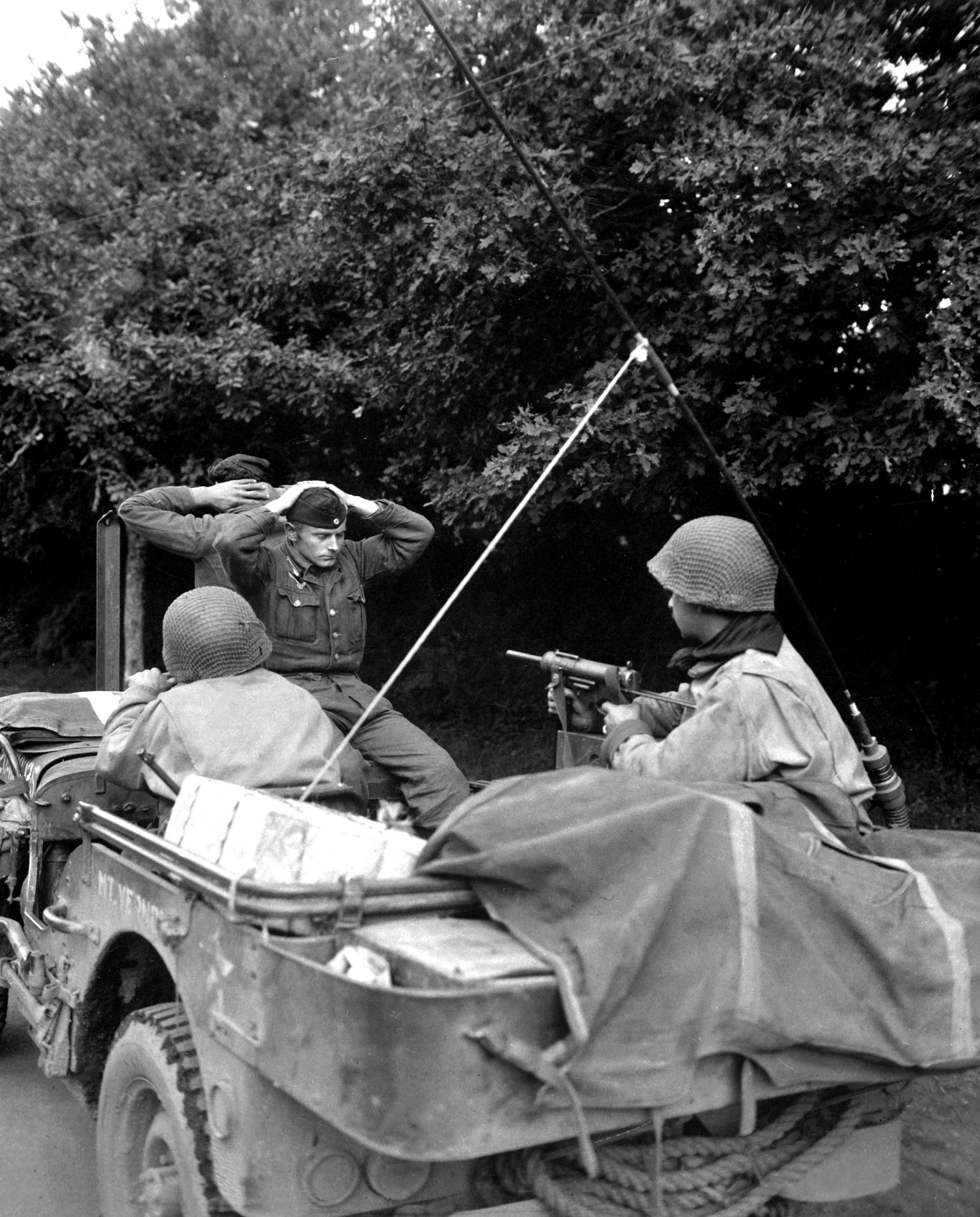
Un M3 in uso in Bretagna nell'agosto del 1944.

Nel 1941 la U.S. Army Ordnance Board notò l'efficacia dei mitra impiegati in Europa, in particolar modo rimase colpita dal tedesco MP 40 dall'italiano Mab 38 e dallo Sten (tutti in 9 mm Parabellum) e decisero quindi di iniziare lo sviluppo di qualcosa di affine al mitra britannico nell'ottobre del 1942. L'Ordnance Department richiese all'esercito l'invio di una serie di requisiti per la nuova arma, ma ricevette invece due liste separate di requisiti dalla fanteria e dalla cavalleria per un'arma da spalla che potesse sparare sia in modalità semiautomatica che totalmente automatica camerata per le cartucce .45 ACP o .30 Carbine.
Le due liste di requisiti vennero riviste e corrette all'Aberdeen Proving Ground. Si richiedeva un'arma interamente in metallo stampato (come d'altro canto lo erano l'MP 40 e lo Sten), camerata per il .45 ACP, progettata per una produzione economica e rapida, con selettore di fuoco a tre posizioni, un otturatore abbastanza pesante da garantire un rateo di fuoco inferiore ai 500 colpi al minuto e la capacità di piazzare il 90% dei colpi sparati in piedi in automatico su un bersaglio quadrato di 186 cm di lato a 50 m di distanza. La comparazione sarebbe stata con il già esistente M1928A1 Thompson.
George Hyde della Inland Division (General Motors) fu incaricato di progettare l'arma, mentre Frederick Sampson (capo ingegnere alla Inland) sarebbe stato responsabile della messa a punto dei macchinari di produzione. I requisiti iniziali (per l'arma designata T15) dell'8 ottobre 1942 furono modificate per rimuovere il fuoco semiautomatico e permettere l'installazione di un kit di conversione dal .45 ACP al 9 mm Parabellum. La nuova arma avrebbe assunto la designazione T20.
Cinque prototipi della T20 in .45 ACP furono prodotti dalla General Motors per le prove. Nel primo test l'arma superò la prova di precisione con un punteggio di 97/100. Nel test di resistenza l'arma sparò 5.000 proiettili (con bossolo in ottone) con solo due malfunzionamenti (mancata alimentazione da caricatore). Altri quattro rami delle forze armate testarono l'arma e tutti riportarono problemi di alimentazioni dovuti non all'arma ma al caricatore.
Il T-20 fu definitivamente approvato dalla U.S. Ordnance per la produzione per la Guide Lamp (divisione della GM) nel dicembre 1942 con la denominazione U.S. Submachine Gun, Caliber .45, M3. La Guide Lamp produsse 606.694 armi tra il 1943 e il 1945. Nonostante i problemi riscontrati con l'alimentazione dal caricatore, non furono apportate modifiche al design originale.
La produzione di armi in 9 mm ammonta a circa 1.000 unità. Gli originali, identificabili dalla marcatura U.S. 9 mm S.M.G. sul fianco, furono consegnati all'OSS nel 1944. Altri arsenali produssero invece parti necessarie alla conversione dal .45 ACP al 9 mm ma in numeri molto limitati. Sebbene fossero previsti inizialmente 25.000 kit di conversione, l'ordine venne drasticamente ridotto a 500 esemplari nel dicembre 1943 e nonostante questo pochissimi kit furono effettivamente prodotti. I kit comprendevano una canna da 9 mm, un nuovo otturatore (con annesse molle di recupero) e un adattatore (prodotto in Gran Bretagna) da montare sull'arma per usare i caricatori dello Sten britannico. Dato che i sistemi di mira non venivano modificati nella conversione, l'arma in 9 mm sparava clamorosamente alto a 100 m, e nonostante questo il problema non venne reputato compromettente. Sempre l'OSS ordinò anche 1.000 armi in calibro .45 dotate di silenziatore integrale (progettato dai Bell Laboratories). La Guide Lamp avrebbe prodotto le canne forate per le armi mentre la High Standard avrebbe prodotto le meccaniche dell'arma e si sarebbe occupata dell'assemblaggio.. Ad oggi, si stima che il silenziatore Bell avrebbe avuto un'efficacia pari all'80% di quella dello STEN Mk.II/S
Dato l'abbondante uso dello stampaggio, l'uso di rivetti e di saldatura a punti, la M3 non era facilmente riparabile sul campo, né venivano prodotte parti di ricambio, rendendo quindi l'arma de facto una "usa e getta". Nel 1944, tuttavia, una grave carenza nella produzione delle armi, spinse le fabbriche a produrre parti di ricambio per il campo in modo da sopperire alla mancanza di nuovi M3 e rendere utilizzabili armi danneggiate.
Subito dopo l'introduzione in servizio attivo, cominciarono ad arrivare le prime lamentele sull'arma, in primis legate al mancato funzionamento della leva di armamento di alcune armi. Un'indagine approfondita rivelò notevoli problemi progettuali nella leva di armamento, oltre a problemi relativamente minori legati alla deformazione dei mirini o alla ritenzione della canna in posizione. Il risultato fu l'introduzione di una serie di modifiche, tra cui una migliore tempratura del metallo dell'arma, un nuovo estrattore, migliori blocchi per la canna e rivetti di rinforzo inseriti proprio al di sotto delle mire dell'arma. Altre lamentele giunsero per il frequente rilascio accidentale del caricatore dell'arma o per la mancata ritenzione del calcio in posizione ritratta, e si decisero quindi altri due interventi al progetto dell'arma da applicare a partire dal 31 agosto 1944. I due cambiamenti comprendevano uno "scudo" attorno al rilascio del caricatore per proteggerlo da urti o pressioni involontarie e una barra tra le due aste del calcio retrattile per prevenirne lo scorrimento accidentale.
Nel dicembre 1944 le richieste di una semplificazione dell'arma portarono all'introduzione della variante M3A1, di cui furono prodotti 15.469 esemplari prima della fine del conflitto.
La speranza originale era che l'M3 avrebbe gradualmente portato alla totale sostituzione del Thompson Submachine Gun, che sarebbe quindi stato ritirato dal servizio in prima linea. Tuttavia, a causa di ritardi imprevisti nell'inizio della produzione e delle continue richieste di miglioramento, l'arma non riuscì mai a soppiantare il Thompson che venne acquistato senza interruzioni fino al febbraio 1944. Durante la guerra furono assemblate un totale di 622.163 M3 (nelle due varianti), un numero abbastanza esiguo se si considera che esistevano invece 1.500.000 mitra Thompson, che quindi si trovava in un rapporto di 3:1 con il concorrente. Dopo la fine della guerra, trovò maggiore impiego nella guerra di Corea ed in misura minore quella del Vietnam. Ufficialmente, il ritiro dal servizio per l'arma iniziò nel 1959 ma i carristi continuarono ad usarla fino alla metà degli anni '90 per la sua maneggevolezza.

## Caratteristiche

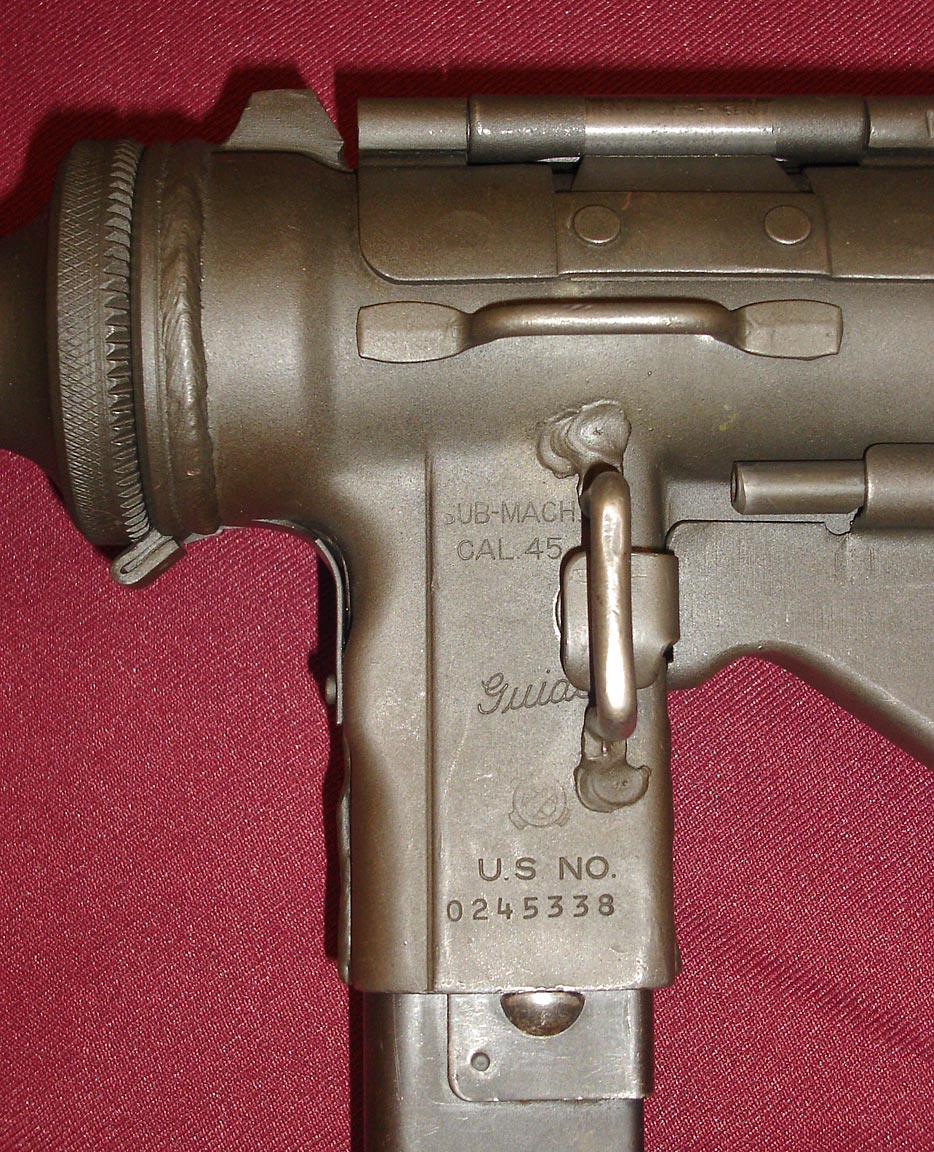
Le marcature sul castello dell'arma.

L'arma usava nella costruzione stampaggio e saldatura a punti per ridurre il numero di ore necessarie alla realizzazione. Solo canna, otturatore e gruppo di scatto dovevano essere realizzati con macchinari di precisione. Il castello era composto di due "facce" saldate assieme a formare un cilindro. Sul davanti si trova una ghiera zigrinata che mantiene la canna in posizione. La canna era forgiata a freddo e dotata di rigatura a quattro linee destrorse. Le due varianti dell'arma potevano montare un soppressore di fiamma, ma nessuno di questi accessori vide servizio nel conflitto mondiale. Un soppressore di fiamma fu alla fine prodotto per la Guerra di Corea e denominato Hider, Flash M9: si rivelò apprezzato in combattimento, visto che i frequenti scontri notturni imposero la necessità di ridurre la fiammata dell'arma.
Nella parte posteriore troviamo un calcio a stampella retrattile (all'interno del castello). Le estremità del calcio erano lavorate in maniera da poter essere usate sia come astina di pulizia che come leva per rimuovere il blocco canna.
La leva di armamento della M3 si trovava sul lato destro dell'arma ed era composta da ben 9 parti. Quando la leva veniva azionata un braccio saliva fino ad agganciare l'otturatore per poi tirarlo indietro con il movimento del meccanismo.
Il sistema di puntamento consisteva di un'apertura fissa tarata per le 100 iarde (91 m) e di un mirino a lama. Tutte le armi venivano testate per garantire alta precisione a 100 piedi (30 m). Puntando il mirino nella parte inferiore del bersaglio, il requisito era che ogni arma riuscisse a piazzare almeno 4 colpi su 5 all'interno del centro (76 mm di diametro).
L'unica sicura dell'arma consisteva nel chiudere la copertura della finestra di espulsione, processo che avrebbe bloccato l'otturatore (sia chiuso che aperto) grazie a degli scavi nello stesso. L'arma non presenta una funzione per disabilitare il grilletto pertanto l'inserimento di un caricatore rende l'arma di fatto pronta a sparare. Dato lo scarso spessore delle lamine di acciaio usate, l'arma veniva facilmente danneggiata se fatta cadere con la copertura dell'otturatore aperta, causandone la piegatura. Una caduta su oggetti appuntiti e duri avrebbe potuto piegare il castello abbastanza da bloccare definitivamente l'otturatore.
Il caricatore da 30 colpi dell'arma fu oggetto di critiche per tutta la vita dell'arma. Contrariamente al Thompson, la M3 si alimentava con un caricatore bifilare ma ad alimentazione singola, sul modello dello Sten inglese, che rendeva anche difficile il caricamento manuale rispetto ai caricatori bifilari tradizionali. Inoltre l'alimentatore dei caricatori aveva la tendenza a bloccarsi in caso di sporcizia o urti. Furono quindi distribuite delle protezioni in plastica per proteggere le parti più fragili del caricatore.

### Dettagli tecnici
La M3 era camerata per la stessa munizione .45 usata nel Thompson, ma l'arma era più semplice, economica e leggera, sebbene molto meno precisa (contrariamente alla credenza generale, convinzione generata anche da un filmato di addestramento prodotto dall'esercito statunitense).
La M3 era un'arma automatica, raffreddata ad aria, operata a rinculo ad otturatore aperto. Usando fogli di acciaio spessi 1,5 mm (0,06 pollici), il castello veniva realizzato in due metà poi saldate assieme. L'arma presenta un percussore solidale all'otturatore, che veniva traforato longitudinalmente per l'inserimento di due molle di ritorno. Tale configurazione permetteva alte tolleranze nella lavorazione e una maggiore affidabilità in caso di ingresso di corpi estranei nel corpo dell'arma. L'estrattore è a molla, compresso nella testa dell'otturatore, mentre l'eiettore si trova nel gruppo grilletto. La canna, come avveniva anche nello STEN inglese per risparmiare tempo, veniva forgiata a freddo.

### Funzionamento

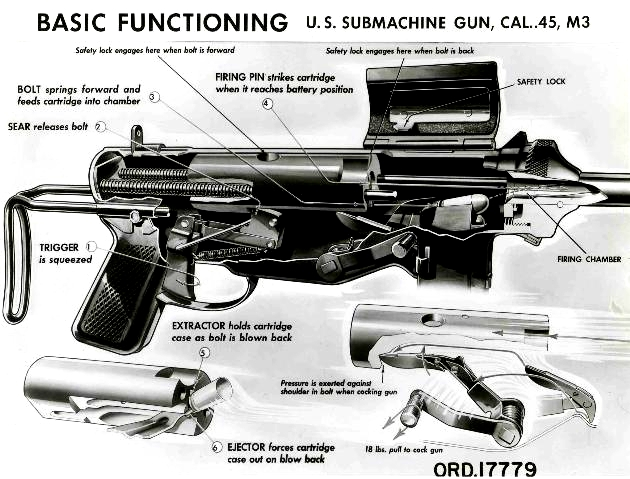
Uno spaccato dell'M3.

Il ciclo di funzionamento dell'M3 seguiva queste fasi:
- l'otturatore viene aperto tramite la manovella sul lato destro dell'arma;
- quando il grilletto viene premuto, l'otturatore viene svincolato e si muove in avanti sfilando un colpo dal caricatore, inserendolo in camera e poi, nell'ultima parte del viaggio, attivando il percussore che fa partire quindi il colpo;
- la detonazione fornisce un impulso ad alta pressione che spinge l'otturatore indietro contro la resistenza delle molle di ritorno e la massa inerziale dell'otturatore stesso. Per quando la camera si apre, la pressione è ormai ridotta a livelli di sicurezza.

Il basso rateo di fuoco dell'arma scaturisce da una combinazione di bassa pressione generata dalla cartuccia .45 ACP, un otturatore molto pesante e molle poco rigide.
==

## Varianti

### M3A1
Nel Dicembre 1944 fu introdotta una variante migliorata dell'arma, denominata M3A1, con un alto tasso di intercambiabilità con la vecchia M3. I miglioramenti proposti furono:
- l'eliminazione della manovella per l'armamento, sostituita da un recesso direttamente sull'otturatore su cui fare presa con il dito per arretrare le meccaniche;
- fu rimosso il braccio per l'azionamento dell'otturatore tramite leva;
- la porta di espulsione fu allargata per consentire all'operatore di arretrare abbastanza l'otturatore;
- fu aggiunto uno strumento per riempire i caricatori, saldato direttamente al calcio dell'arma;
- fu rimosso il contenitore per il lubrificante, sostituito da una fiaschetta di olio accoppiata con un oliatore inserito direttamente nell'impugnatura.

Con i suoi 3,60 kg la M3A1 era più leggera del precedente modello (3,70 kg), e il peso rimosso è tutto attribuibile al meccanismo di caricamento. La M3A1 fu formalmente messa in produzione il 21 Dicembre 1944.
Il nuovo modello risultò più affidabile, leggero e semplice da mantenere (il vecchio M3 prevedeva la rimozione della guardia grilletto e della leva di armamento prima di poter svitare la canna, mentre il nuovo M3A1 permetteva fin da subito la rimozione della stessa). Ad oggi, è rimasto un solo kit di conversione per il 9 mm.
Poiché già distribuiti in gran numero, si decise di mantenere il caricatore originale nonostante i problemi già riconosciuti durante le prove. Nel tentativo di migliorarne l'affidabilità, si produsse anche una copertura in plastica, denominata T2 per proteggere i caricatori da danneggiamento e dall'ingresso di corpi estranei. Negli anni '60 fu introdotto un rimpiazzo in neoprene che potesse essere rimosso più facilmente e con meno rumore. Sfortunatamente, durante la Guerra del Vietnam ci si accorse che nel clima umido della giungla, il tappo in gomma favoriva la formazione di ruggine su caricatore, portando quindi alla corrosione delle munizioni caricate.
Inizialmente, le M3 che rientravano per riparazioni non venivano migliorate al nuovo standard, ma ci si assicurava solo che avessero il castello rinforzato e la protezione per il rilascio caricatore. Durante la Guerra di Corea, le M3 allora in servizio vennero riconvertite in M3A1 aggiungendo parti di nuova produzione. Durante la conversione, spesso veniva sì rimossa la leva di caricamento, ma tutto il meccanismo veniva lasciato all'interno dell'arma. In generale, la M3A1 venne vista come un miglioramento del precedente esemplare. Tuttavia continuarono a giungere rapporti di spari accidentali fino alla fine della Guerra di Corea. Gli incidenti erano spesso causati dalla caduta dell'arma su superfici abbastanza dura da causare l'apertura della finestra di espulsione (come già detto, unico sistema di sicurezza dell'arma) e lo svincolamento dell'otturatore che arretrava ma non abbastanza da bloccarsi in apertura, e quindi tornava avanti e sparando il primo proiettile del caricatore.
Nel 1945 la Guide Lamp produsse 15.469 M3A1 prima che la produzione venisse interrotta a fine guerra. Durante la Guerra di Corea, la Ithaca Gun Co produsse altre 33.000 armi complete così come migliaia di altre parti per le riparazioni o ricostruzioni di preesistenti M3 e M3A1.

### P.A.M. 1 & 2 (Argentina)
Nel 1954, una variante della M3A1 fu progettata dall'azienda argentina FMAP (Fábrica Militar de Armas Portátiles) di Rosario e messa in produzione con la designazione P.A.M. 1 (Pistola Ametrelladora Modelo 1). Realizzata con acciaio sottile, la P.A.M. 1 era in poche parole una replica in scala 7:8 dell'arma americana in calibro 9 mm, risultando allo stesso tempo più leggera e dotata di un rateo di fuoco più alto. In servizio, l'arma argentina si rivelò poco adatta agli usi intesi: il metallo sottile si scaldava troppo facilmente e il controllo in modalità automatica era problematico. In più, riuscire a sparare colpi singoli con l'arma si rivelò impossibile a causa del rateo aumentato. I problemi riscontrati di colpi accidentali furono superati con l'introduzione di una sicura aggiuntiva, che entrò in servizio nel nuovo modello P.A.M. 2 nel 1963. Chiamata colloquialmente La Engrasadora (equivalente dell'inglese Greasegun), 47.688 P.A.M. 1 e 2 furono prodotte tra il 1955 e il 1972 e un discreto numero di esse venne impiegato durante le operazioni militari nella Guerra delle Falkland nel 1982.

## Utilizzatori
- Argentina[32]
- Bolivia[33]
- Brasile

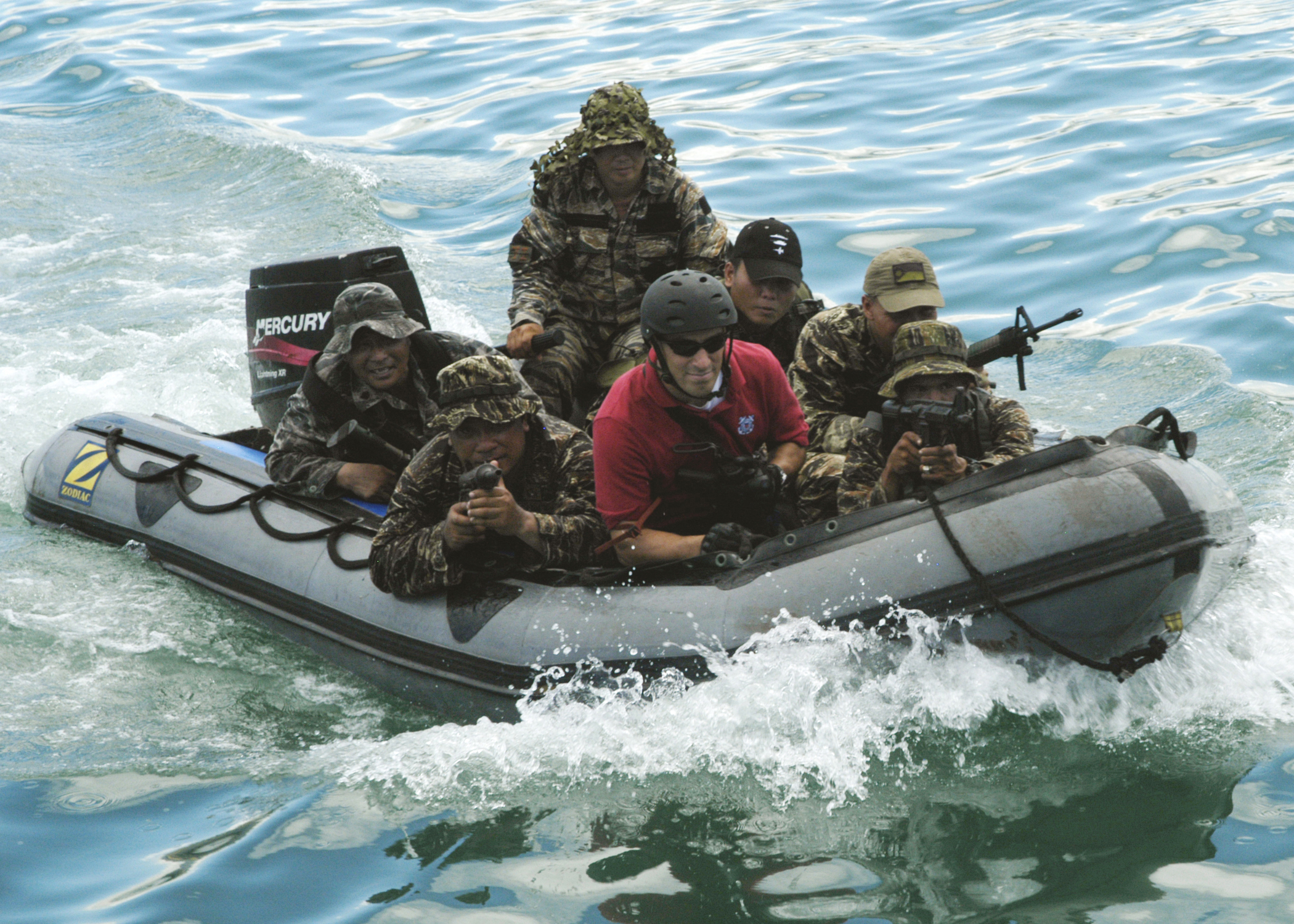
Forze della Marina FIlippina (PNSWG) in addestramento con le truppe americane nel 2009. Due soldati sono armati con pistole mitragliatrici M3.

- Cina: copie prodotte col nome Type 36[34] e usate nella Guerra di Corea dalle forze armate cinesi[35].
- Taiwan[36]
- Colombia: impiegato dall'esercito dagli anni '50 fino agli ultimi anni '70, quando venne alla fine rimpiazzato dall'israeliano Uzi.
- Ecuador[33]
- Grecia: usato dalle Forze Armate durante la guerra e negli anni subito successivi[37]
- Guatemala[33]
- Giappone: in uso presso il JSDF fino all'adozione del più moderno Minebea PM-9[38][39][40]. In uso ancora (seppur limitatamente) in alcuni rami secondari del JSDF[41].
- Corea del Sud[33]: usato in prevalenza dai Commando della Repubblica[42].
- Macedonia: 707 M3 in surplus vennero inviati nel 1999[33]
- Marocco: 1.472 M3 in surplus vennero inviati negli anni '90[43]
- Filippine:[33] rimesse in servizio a causa della mancanza di fondi[44]. Le armi sono state modificate con un silenziatore integrale e una slitta Picatinny[45]. Alcuni test furono portati avanti nel Maggio 2004 ma senza esito[44].
- Stati Uniti[33][46]
- Vietnam del Sud
- Resistenza Italiana: diversi esemplari furono forniti tramite aviolanci ai partigiani italiani, seppur in quantità minori rispetto ai Thompson e agli Sten